# Metal Works '73-'93
Metal Works '73-'93 es un álbum recopilatorio de la banda británica de heavy metal Judas Priest, publicado en 1993 por Columbia Records. Es un disco doble, cuyas canciones fueron escogidos por los propios miembros de la banda —semanas antes de la salida de Rob Halford— para conmemorar veinte años de presentaciones en vivo.
Con solo días de diferencia se lanzó el formato VHS, que incluyó los vídeos musicales, presentaciones en vivo y entrevistas exclusivas tanto de sus propios miembros como también de músicos invitados entre ellos Ozzy Osbourne, Sebastian Bach y Rick Savage, entre otros.
Hasta el día de hoy es el único recopilatorio de la banda que entró en la lista Billboard 200 de los Estados Unidos, en la posición 155. De igual manera ingresó en la lista británica UK Albums Chart en el puesto 37.

## Antecedentes
Las canciones que componen este trabajo son temas extraídos de todos sus producciones de estudio, desde el álbum Sin After Sin de 1977 a Painkiller de 1990. Por su parte, la canción «Victim of Changes» fue tomado del disco en vivo Unleashed in the East, debido a que la banda no es dueña de los derechos de Sad Wings of Destiny al cual pertenece. Debido a eso mismo, tampoco aparecen temas de su trabajo debut Rocka Rolla de 1974.

## Portada
La portada del disco fue obra del artista inglés Mark Wilkinson —que hasta ese entonces había creado la portada de los álbumes Ram It Down y Painkiller— y que destacó por combinar distintos elementos de las carátulas de los discos previos de la agrupación. El concepto fue ideado por la propia banda y muestra en primera plana a The Hellion, el ave de Screaming for Vengeance, junto a Painkiller del álbum homónimo. En la parte de abajo del ave aparece una hoja de afeitar, una referencia a British Steel. En la parte inferior izquierda se muestra la mano de Turbo, el maniquí con gafas de sol de Killing Machine y a Metallian el personaje del Defenders of the Faith. Por el otro lado, en la zona inferior derecha, está representada las columnas y la escalera de Sin After Sin que al final de ese camino surge entre una especie de fábrica, la «cruz de Judas Priest» y por último en el fondo de la portada aparece la cabeza de Stained Class envuelto en llamas. El único disco que no fue retratado es Ram It Down de 1988.
Como dato, en la película Wayne's World 2 aparece la portada colgada de un muro, en la escena donde los protagonistas hablan con la recepcionista de la radio.

## Lista de canciones

### Disco uno
| N.º | Título                        | Duración |  |
| 1.  | «The Hellion»                 | 0:41     |  |
| 2.  | «Electric Eye»                | 3:39     |  |
| 3.  | «Victim of Changes» (en vivo) | 7:12     |  |
| 4.  | «Painkiller»                  | 6:06     |  |
| 5.  | «Eat Me Alive»                | 3:34     |  |
| 6.  | «Devil's Child»               | 4:48     |  |
| 7.  | «Dissident Aggressor»         | 3:07     |  |
| 8.  | «Delivering the Gods»         | 4:16     |  |
| 9.  | «Exciter»                     | 5:04     |  |
| 10. | «Breaking the Law»            | 2:35     |  |
| 11. | «Hell Bent for Leather»       | 2:41     |  |
| 12. | «Blood Red Skies»             | 7:50     |  |
| 13. | «Metal Gods»                  | 4:08     |  |
| 14. | «Before the Dawn»             | 3:23     |  |
| 15. | «Turbo Lover»                 | 5:33     |  |
| 16. | «Ram It Down»                 | 4:48     |  |
| 17. | «Metal Meltdown»              | 4:14     |  |

### Disco dos
| N.º | Título                                 | Duración |  |
| 1.  | «Screaming for Vengeance»              | 4:43     |  |
| 2.  | «You've Got Another Thing Comin'»      | 5:09     |  |
| 3.  | «Beyond the Realms of Death»           | 6:53     |  |
| 4.  | «Solar Angels»                         | 4:04     |  |
| 5.  | «Bloodstone»                           | 3:51     |  |
| 6.  | «Desert Plains»                        | 4:30     |  |
| 7.  | «Wild Nights, Hot & Crazy Days»        | 4:39     |  |
| 8.  | «Heading Out to the Highway» (en vivo) | 4:40     |  |
| 9.  | «Living After Midnight»                | 3:26     |  |
| 10. | «A Touch of Evil»                      | 5:45     |  |
| 11. | «The Rage»                             | 4:44     |  |
| 12. | «Night Comes Down»                     | 3:58     |  |
| 13. | «Sinner»                               | 6:43     |  |
| 14. | «Freewheel Burning»                    | 4:22     |  |
| 15. | «Night Crawler»                        | 5:45     |  |